# Porto di Tokyo
Il porto di Tokyo è un porto giapponese che si trova nella capitale Tokyo ed è uno dei porti più grandi del bacino dell'Oceano Pacifico. Ha una capacità di traffico annua di circa 100 milioni di tonnellate di merci e 4,5 milioni di unità equivalente a venti piedi.
Il porto è anche un importante luogo di lavoro in quanto trovano impiego oltre 30.000 dipendenti che forniscono servizi a più di 32.000 navi ogni anno.